# Wappen von Trier
De Wappen von Trier is een Duits passagiersschip.

## Geschiedenis
Het schip werd in 1964 gebouwd op de Lux scheepswerf in Mondorf met bouwnummer 16. Het schip kreeg aanvankelijk de naam Stadt Beuel en behoorde tot de vloot van Fähr- und Fahrgastschiffahrt Schmitz in Bonn. De Stadt Beuel werd gebruikt door Bonner Personenschiffahrt (BPS). Günter Benja noteert een lengte van 29 meter en een breedte van 5,80 meter en een motor met 300 pk voor de Stadt Beuel. In Benja's tijd mocht het schip 350 passagiers vervoeren.
In 1976 kwam het schip bij de passagiersscheepvaartmaatschappij Kehl. Daar voer het onder de naam Stadt Kehl II. In 1991 werd het schip omgedoopt tot Wappen von Trier en voer vanaf dat moment voor Personenschiffahrt Gebr. Kolb. In 2022 stond de Wappen von Trier te koop; ze zou 330.000 euro kosten.
In 2024 werd beslist het schip niet meer te verkopen, het schip vaart nu tussen Trier en Saarburg.